# Les Loges (Sekwana Nadmorska)
Loges – miejscowość i gmina we Francji, w regionie Normandia, w departamencie Sekwana Nadmorska.
Według danych na rok 1999 gminę zamieszkiwało 1036 osób, a gęstość zaludnienia wynosiła 69 osób/km² (wśród 1421 gmin Górnej Normandii Loges plasuje się na 230. miejscu pod względem liczby ludności, natomiast pod względem powierzchni na miejscu 142.).